# Apicia terraria
Apicia terraria là một loài bướm đêm trong họ Geometridae.